# 96193 Едмонтон
96193 Едмонтон (96193 Edmonton) — астероїд головного поясу, відкритий 6 жовтня 1991 року.
Тіссеранів параметр щодо Юпітера — 3,410.